# Qayah Bāsh Bāyrām Khūyeh
Qayah Bāsh Bāyrām Khūyeh (persiska: قوشچی بايرام خواجِه, قیه باش بایرام خویه, Qūshchī Bāyrām Khvājeh) är en ort i Iran.   Den ligger i provinsen Östazarbaijan, i den nordvästra delen av landet, 500 km nordväst om huvudstaden Teheran. Qayah Bāsh Bāyrām Khūyeh ligger 903 meter över havet och antalet invånare är 399.
Terrängen runt Qayah Bāsh Bāyrām Khūyeh är huvudsakligen kuperad, men åt nordväst är den platt. Terrängen runt Qayah Bāsh Bāyrām Khūyeh sluttar norrut. Runt Qayah Bāsh Bāyrām Khūyeh är det ganska glesbefolkat, med 27 invånare per kvadratkilometer. Närmaste större samhälle är Abīsh Aḩmad, 4,2 km väster om Qayah Bāsh Bāyrām Khūyeh. Trakten runt Qayah Bāsh Bāyrām Khūyeh består i huvudsak av gräsmarker.